# La vendetta dei morti viventi
La vendetta dei morti viventi è un film del 1973 diretto da León Klimovsky.

## Trama
India - Al termine della dominazione britannica, Kantaka Sanatan si innamora, non ricambiato, di Elisabeth Irving, ultima discendente di una ricca e importante famiglia coloniale, sicché la sottopone a violenza in un luogo isolato, causandone incidentalmente la morte. Ricercato, si rifugia in un casolare abbandonato dove viene scovato dagli Irving ed altre famiglie importanti e dato alle fiamme.
Scampato al rogo e con ill volto orribilmente sfigurato, Kantaka venti anni dopo, raggiunge suo fratello Krisnaa a Londra, dove a sua volta esercita il ruolo di guru. Iniziato ai riti magici Voodoo per ascendere a un livello alto di potere, Kantaka fa uso dei suoi poteri per consumare la propria vendetta, ai danni delle più belle discendenti delle famiglie che attentarono alla sua vita, uccidendole e resuscitandole come zombie.
Elvira, sua prima vittima riesce a salvarsi e si rifugia da Krisna, cadendo inconsapevolmente in una trappola. Kantaka vuole infatti assicurarsi la propria immoralità con un rito sanguinario, sacrificando la donna.
Poco alla volta nella casa inizia una catena di delitti. Il capostazione, che aveva tentato di avvertire Elvira, i servitori Susan e Zakari, che temono l'uso personale dei suoi poteri fatto da Kantaka, ed infine Kala, che vuole uccidere Elvira. Nel frattempo il professor Lawrence ha messo sull'avviso Scotland Yard, che sta indagando sui delitti delle quattro donne, convincendo l'ispettore che questi riti esistono davvero.
Eliminati i suoi avversari, Kantaka predispone il rito finale. Tenendo soggiogato suo fratello fa catturare Elvira dalle zombie e la porta nel sotterraneo. Quando sta per ucciderla qualcuno lo colpisce alle spalle. La governante è un inviato speciale, incaricata di ucciderlo per aver abusato del suo potere per della vendetta personale. Con Kantaka "muoiono" anche le quattro zombie. La polizia giunge alfine in tempo a salvare Elvira, che sta per essere uccisa dalla governante.

## Distribuzione
La pellicola è entrata nel pubblico dominio negli Stati Uniti.